# Manuel Navarro i Carreras
Manuel Navarro i Carreras   (Vilanova i la Geltrú, 29 de gener de 1904 - Vilanova i la Geltrú, 16 de febrer de 1952) fou un industrial i polític català, fill del dirigent carlí Francesc Navarro i Baltà, antic alcalde accidental i fundador d'una fàbrica de gèneres de punt, i de Manuela Carreras i Gumà. Militant de la Comunió Tradicionalista per tradició familiar més que no pas per convicció, durant la guerra civil espanyola hagué d'amagar-se i fou tinent d'alcalde amb Eduardo Pascual Fábregas, carlí com ell.
El 1943 fou nomenat alcalde de Vilanova a proposta del governador civil Antonio Correa Veglison, en un gest de concessió de la Falange Espanyola als sectors catòlics i tradicionalistes. Era un home honest i honrat, però poc emprenedor, amb poca ambició política i amb dificultats per parlar en públic. Durant el seu mandat es va aprovar un pressupost que es va veure seriosament compromès per les actuacions de l'anterior consistori. Malalt, va perdre interès per l'alcaldia i quan fou substituït Correa va dimitir com a alcalde. Va morir uns anys després.